# أوجيني نيبوييه
كانت أوجيني موشون-نيبوييه (10 سبتمبر 1796-6 يناير 1883) كاتبة وصحفية وناشطة نسوية فرنسية. اشتهرت بتأسيس صحيفة لا فوا دي فام (صوت المرأة)، وهي أول صحيفة يومية نسوية في فرنسا. وهي سلف مباشر بعيد للصحفي الروسي الفرنسي الأمريكي فلاديمير بوزنر.

## سيرة حياتها

### الشباب والخلفية الأسرية
وُلدت أوجيني نيبوييه، المسماة أوجيني موشون عند ولادتها، في 10 سبتمبر 1796 في مونبلييه بفرنسا (بوجول 2003، ص 243). كتبت أوجيني عن خلفيتها العائلية في الجزء الأخير من عملها الأدبي، الكتاب المرأة الحقيقي (لو فراي ليفر دي فام): إذ كتبت قبل أن تؤكد على أهمية جدها بيير موشون، وهو قس مثقف في جنيف ومساهم في موسوعة ديديرو وداليمبير، «أنا من عائلة متعلمة تعود أصولها إلى جنيف، سويسرا». ذكرت بعد ذلك والدها، الذي جاء إلى فرنسا للدراسة في كلية الطب في مونبلييه، ووالدتها بمجرد قولها «لقد تزوج ابنة قس من غار»، ما يشير إلى أصل بروتستانتي. أكدت أوجيني في بداية كتابها، على أهمية أصول عائلتها في جنيف، وأهمية والدها بالنسبة للأفكار الجديدة من الثورة الفرنسية وبالنسبة للاعتدال أيضًا، و«رفضه للتطرف»، الذي أجبره على اللجوء إلى سيفين لتجنب الإعدام.
ربى والدها إخوتها الثلاثة على «احترام وحب» نابليون بونابرت. توفي لويس، مساعد للجنرال الفرنسي تيست، في معركة موسكوا في روسيا. وأسر إيميل، مسؤول صحة، في دريسدن، ألمانيا. عاشت العائلة في ليون في أثناء استعادة بوربون. عرفت أوجيني باعتقال بعض أفراد عائلتها وزياراتها للسجن طوال حياتها. لم يمنعها ذلك من التأكيد على أنه «في ذلك الوقت، كان ديني هو الإمبراطورية، ومثلي هو نابليون الأول».
كان لدى أوجيني شقيقتان، ألين وإليسا، كتبت إليهما لاحقًا: «نحن لا نكتب للعقول الضيقة التي تريد حصر النساء في المنزل. فلم يعد على المرأة أن تشتري حريتها، بل أن تمارسها».

### الزواج والأمومة
أكدت أوجيني في سيرتها الذاتية، على أن التزام عائلتها تجاه نابليون كان أحد أسباب اختيار زوجها: «بصفتي طفلة الإمبراطورية، لم يكن بإمكاني الزواج سوى من شخص إمبريالي». كانت أوجيني في سن 26 عند زواجها البروتستانتي من بول-لويس نيبوييه في 8 أكتوبر 1822. كان بول-لويس محاميًا بارعًا في سن الثلاثين من عمره، وكان والده جان نيبوييه، الذي حصل على لقب فارس عام 1810 وكان مخلصًا لنابليون. أقام الزوجان في ماكون، وهي بلدة في منطقة بورغوندي في فرنسا، حيث مارس بول-لويس المحاماة. في 22 يونيو 1825، ولد طفلهما الوحيد، وهو جان ألكسندر بولين نيبوييه.

### أول ظهور ككاتبة
عند وصولها إلى باريس في 4 نوفمبر 1829، بدأت في كسب عيشها ككاتبة. في عام 1830، شاركت في مسابقة جمعية الأخلاق المسيحية للكتابة. وركزت على موضوع المكفوفين وتعليمهم، تلقت كتاباتها إشعارات إيجابية، وتقاسمت في النهاية جائزة المسابقة مع إم. دافو.

### جمعية الأخلاق المسيحية
انضمت إلى منظمة «جمعية الأخلاق المسيحية» البروتستانتية وشاركت في العديد من القضايا الاجتماعية مثل: إصلاح السجون وإصلاح التعليم وإلغاء الرق في المستعمرات الفرنسية.

### السيمونية
في عام 1830، شاركت جمعية الأخلاق المسيحية غرف اجتماعاتها مع الحركة السيمونية. حضرت أوجيني خطب السيمونيون، وألهمت بأفكارهم، واتبعت حركتهم مع زوجها وابنها، اللذين أقنعتهما بالانضمام. في 20 يوليو 1830، عين بارتيليمي بروسبر إنفانتان، أحد مؤسسي السيمونية، أربع نساء أعضاء في الكلية وهن: أغلاي سانت هيلير، وكارولين سيمون، ومدام كولارد وأوجيني نيبوييه. وكلفن بمسؤولية وعظ العمال وتعليمهم وتقديم المساعدة لهم. في عام 1831، كانت أوجيني وسيباستيان بوتيو مسؤولين عن قسم السيمونية في الدائرتين الرابعة والخامسة في باريس.
أثار النزاع بين الأبوين، سان-أماند بازارد وبارتيليمي بروسبر إنفانتان، ورغبة الأخير في تغيير قواعد الأخلاق الجنسية تغييرًا جذريًا بإقامة مجتمع نسائي، بالإضافة إلى الاختلاف بين بازارد والمناصب الدينية راديكاليًا التي شغلها إنفانتين، خلافات عديدة بين الرجلين. في النهاية، أبعدت أوجيني نفسها عن الحركة، ولكن دون أن تتخلى عن أفكارها المتعلقة بالاقتصاد.

### ناشرة ومخترعة
أسست أوجيني في ليون عام 1833 أول دورية نسوية خارج منطقة باريس بمنشور بعنوان «مستشار المرأة» (لو كونسييه دي فام)، وهي مجلة أسبوعية دون رسوم توضيحية طبعها بويتل، وتبعتها لبضعة أشهر مجلة «لا موزاييك ليونيز». ثم شاركت في تأسيس أثينيوم المرأة في عام 1834. وشغلت منصب رئيسة تحرير مجلة سلام العالمين، صدى مجتمعات السلام، والتجارة، والصناعة، والعلوم، والآداب والفنون منذ 15 فبراير حتى 17 أكتوبر 1844.
أسست أوجيني في يوليو 1836 في باريس جريدة المرأة (لا غازيت دي فام) بمساعدة أصدقاء مثل تشارلز فريدريك هيربينوت دي موشام. كانت نوع من النوادي، جمع المحررين والمشتركين، لدعم وإدارة الصحيفة، ولمناقشة قضايا معينة شملت النضال من أجل الحقوق السياسية والمدنية للمرأة. جمعت أوجيني العديد من النساء خلال هذه الاجتماعات الأسبوعية يوم الخميس في شارع  لافيت27. حيث كان يمكن لقاء فلورا تريستان وأورتنس ألار وأنايس سيغالا والعديد من النسويات الأخريات.
حصلت في يوليو 1838 على براءة اختراع مدتها 10 سنوات لحبر لا يمحى.

### السياسة النسوية المتشددة
أعطت ثورة 1848 أملًا جديدًا للنسوية، شمل رفع القيود المفروضة على الاجتماعات، وبالتالي السماح بتطوير مجموعات تدافع عن حقوق المرأة.
في مارس 1848، أسست أوجيني نيبوييه وأدارت صحيفة تعنى فقط بقضايا المرأة. كانت صوت المرأة (لا فوا دي فام) المعنونة بـ«صحيفة اشتراكية وسياسية تمثل جميع اهتمامات المرأة»، أول صحيفة فرنسية نسوية يومية. سرعان ما انضمت صوت المرأة، متبعةً نموذج نادي صحيفة لا غازيت دي فام (جريدة المرأة)، إلى نادٍ سياسي ضم العديد من النسويات المشاركات فعلًا في منشورات صغيرة موجودة مسبقًا. تمكنت أوجيني من جمع العديد من النساء المنخرطات بالفعل في النضال النسوي مثل جين ديروين، وديزيريه غاي، وسوزان فويلكان، وإليزا ليمونييه، وأنايس سيغالا، ومؤلفات مشهورات مثل غابرييل سومييه، وأميلي براي، وأديل إسكيروس أيضًا. ولم تعد هذه الحركة مخصصة للنساء فقط إذ ساهم فيها الرجال أيضًا، مثل جان ميس وبولين نيبوييه، ابن أوجيني.
روّج النادي لمجموعة كبيرة جدًا من الإصلاحات المواتية للمرأة، في المجال المحلي والمجال السياسي. أثار توسيع حق التصويت ليشمل جميع الرجال مبادرة مدوية عندما رُشحت صوت المرأة، في 6 أبريل، جورج ساند لعضوية الجمعية التأسيسية الفرنسية. أنكرت ساند هذه المبادرة وحكمت بقسوة على هؤلاء النساء اللاتي زعمت أنها لا تعرفهن. سخر رسامو الكاريكاتير من أوجيني وصحفيي صوت المرأة. كانت الضجة التي أحدثها هذا الأمر عارمة لدرجة أن الناس انقلبوا على مروجي هذه المبادرة، وقررت الحكومة إيقاف النوادي النسائية. في 20 يونيو، أوقفت أوجيني نيبوييه، التي شعرت بالإحباط والأذى، نشر جريدة صوت المرأة، وتشتت النسويات لتجنب القمع.

### نهاية حياتها
انسحبت أوجيني نيبوييه من الحياة العامة وذهبت إلى المنفى في جنيف، حيث عاشت بصعوبة عن طريق ترجمة كتب تشارلز ديكنز وكتب الأطفال التي نشرتها ليديا ماريا تشايلد وماريا إيدجوورث. ولكن، حملت القلم مرة أخرى بعد «كومونة باريس» لدعم طلبات العفو عن المدانين.
عادت أوجيني نيبوييه إلى فرنسا في عام 1860، حيث نشرت الكتاب الحقيقي للمرأة (لو فراي ليفر دي فام) عام 1863. أكدت رسائلها إلى ليون ريتشر، محرر مجلة حقوق المرأة (لو دروا دي فام)، على حقيقة أنها ظلت دائمًا مهتمة بالحركة النسوية. كرمت في عام 1878، في عمر ناهز 82 عامًا، في المؤتمر النسوي في باريس.
توفيت أوجيني نيبوييه في باريس في 6 يناير 1883.